# جوزي أوغو
جوزي أوغو (بالإنجليزية: Gozie Ugwu)‏ (22 أبريل 1993 بأكسفورد في المملكة المتحدة - ) هو لاعب كرة قدم بريطاني في مركز الهجوم في نادي العين السعودي. لعب مع إبسفليت يونايتد ودونفرملين أثلتيك وشروزبري تاون ونادي ريدنغ ويوفل تاون ونادي بليموث أرجايل وويكمب وندررز واحترف في السعودية في نادي جدة ونادي الانتصار ونادي العين.

## وصلات خارجية
- جوزي أوغو على موقع قاعدة بيانات كرة القدم.إي يو (الإنجليزية)
- جوزي أوغو على موقع Soccerbase.com (لاعب) (الإنجليزية)
- جوزي أوغو على موقع Soccerway.com (الإنجليزية)